# برازية (جنس)
البِرازيَّة  أو الإسطَرقوليَّة أو الإسطَركوليَّة أو شجرة البِراز وتُسمَّى في اليمن بوهن هي جنس ينتمي للفصيلة الخبازية ويضم 200-300 نوع من الأشجار الاستوائية والمدارية.

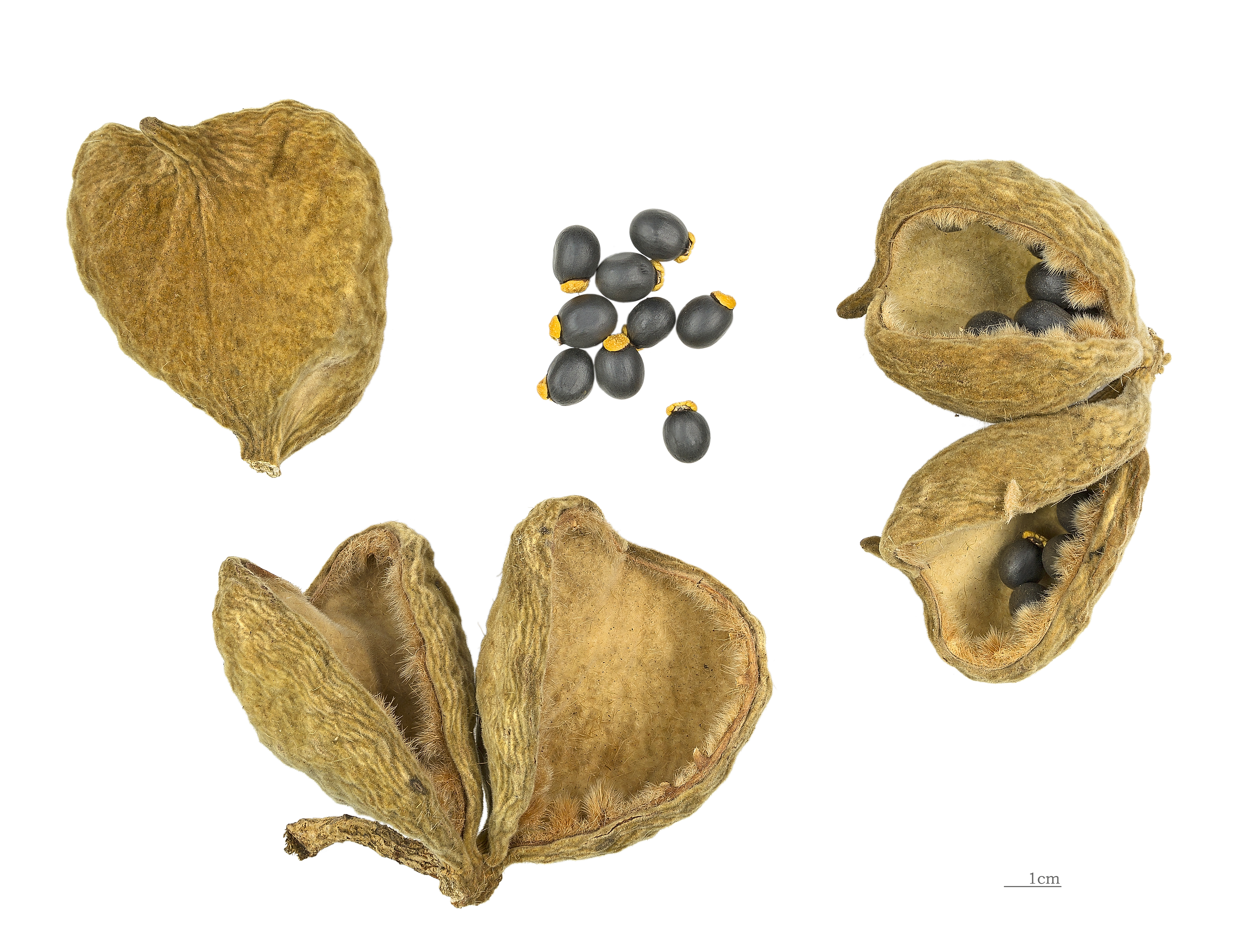
Sterculia setigera

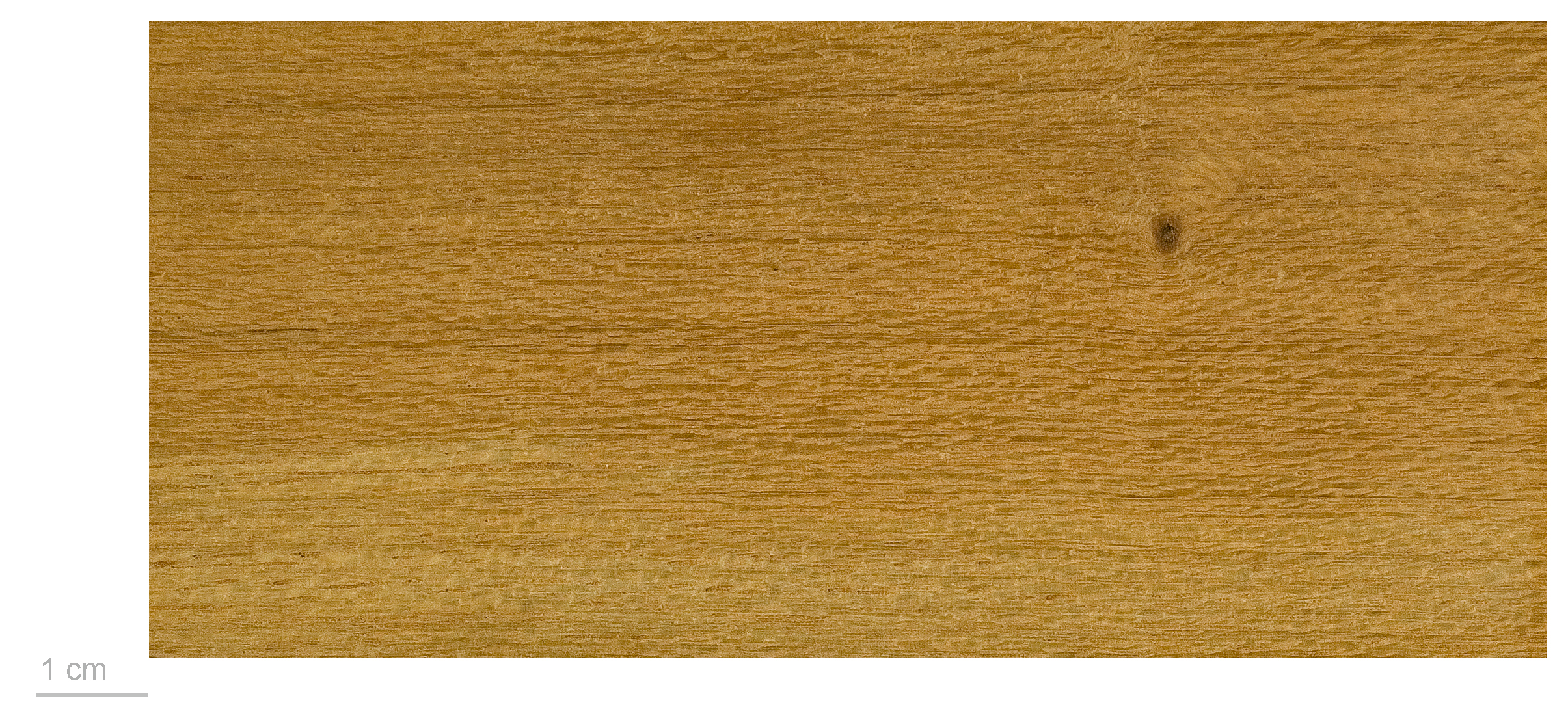
Sterculia pruriens

## من أنواعه
- البوهن الإفريقي (باللاتينية: Sterculia africana) ويتواجد في جزيرة سقطرى[7]
- البوهن الرباعي (باللاتينية: Sterculia quadrifida) ويتواجد في نيو ساوث ويلز في أستراليا.